# BBC Third Programme
BBC Third Programme est une station de radio de la BBC créée en 1946 et remplacée par BBC Radio 3 en 1967.
Il s'agit de la troisième station créée par la BBC, après le Home Service (actualités et débat) et le Light Programme (musique et divertissements). Sa programmation est axée sur la culture, avec de la musique classique, des pièces de théâtre, des lectures de poésie et des documentaires.